# Хаджидер (озеро)
Хаджи́дер — озеро, расположенное на юге Белгород-Днестровского района (Одесская область); является ответвлением озера Алибей. Площадь водного зеркала — 10 км². Тип общей минерализации — солёное. Происхождение — лиманное. Группа гидрологического режима — сточное.

## География
Хаджидер входит в группу озёр Тузловские лиманы. Длина — 4,1 км. Ширина средняя — 2,4 км, наибольшая — 2,7 км. Глубина средняя — м, наибольшая — м. Высота над уровнем моря: −0.4 м. Ближайший населённый пункт — село Безымянка, расположенное восточнее озера, и Лиман, что северо-западнее озера.
Озеро Хаджидер расположено вдали от Чёрного моря. Озёрная котловина водоёма неправильной удлинённой формы, вытянутая с севера на юг, к северу сужается. Берега обрывистые (с и без пляжей), высотой 13-16 (западный) и 5-8 (восточный) м. На севере при впадении реки расположены солончаки. От озера Алибей Хаджидер отделено искусственно закрепленным перешейком (дорогой без твердого покрытия). На севере в озеро впадает одноимённая река.
Для озера характерно частичное пересыхание и засоление, вследствие падения уровня воды. Дно покрыто грязями (чёрным илом), местами — песком с ракушей.
На берегу Хаджидера вблизи села Лиман обнаружены могильники Катакомбной культуры.

## Хозяйственное значения
Входит в состав национального природного парка Тузловские лиманы, созданного 1 января 2010 года с общей площадью 27 865 га. Грязи могут использоваться в лечебных целях.